# Roques de Hangest
Roques de Hangest (auch Roricon, Rogues, * um 1265; † November 1352) war ein französischer Adliger und Militär, der zum Marschall von Frankreich ernannt wurde.
Er war Seigneur de Hangest, d’Avenescourt, de Blaise-sur-Hauteville und später Jouy-sur-Morin.

## Leben
Roques de Hangest war der Sohn von Jean (III.) de Hangest, Seigneur de Hangest et d‘Avenescourt, und Jeanne de La Tournelle. Er diente in allen Feldzügen der Könige Philipp dem Langen, Karl dem Schönen, Philipp von Valois und Johann dem Guten.
Im Januar 1318 bekam er den Auftrag, sich in der Abtei Corbie mit dem Bischof von Mende und dem Grafen von Clermont zu treffen, um einen Frieden zwischen der Gräfin von Artois und dem Adel ihrer Grafschaft zu vermitteln. Im Februar wurde er gegen Flandern geschickt.
Im Juni 1328 erhielt er von Philipp von Valois die Herrschaft Jouy-sur-Morin, die von Pierre de Rémy beschlagnahmt worden war.
Unter dem Kommando des Herzogs von Normandie diente er 1337, 1338 und 1340 gegen die Engländer, insbesondere 1340 bei Bouvines.
Am 11. Februar 1345 wurde er zum Panetier de France ernannt.
Im August 1352 wurde er – als Nachfolger des Sire d’Offemont – zum Marschall von Frankreich ernannt, übte das Amt allerdings nicht lange aus, da bereits im November 1352 starb.

## Ehe und Familie
Roques de Hangest heiratete in erster Ehe Isabeau de Montmorency (* um 1270), Tochter von Mathieu (IV.), Seigneur de Montmorency, und Jeanne de Lévis (Stammliste der Montmorency). Ihre Kinder waren:
- Jean (V.) de Hangest († 1363), genannt Rabache, Seigneur de Hangest et d‘Avenescourt, Lieutenant und Capitaine général von Bretagne, Normandie, Anjou und Maine; ⚭ 1342 Marie de Picquigny, Tochter von Ferry de Picquigny, Seigneur d’Ailly, und Béatrix de Nesle
- Aubert (III.) de Hangest († vor seinem Vater); ⚭ 1336 Jeanne de Narcy, Dame de Narcy, einzige Tochter von Aubert de Narcy und Alix de Garlande

In zweiter Ehe heiratete er 1334/35 Alix de Garlande, Tochter von Jean Garlande, Seigneur de Possesse, Witwe von Philippe, Châtelain de Bar, Aubert, Seigneur de Narcy, und Dreu de Roye, Seigneur der Germigny, später die Schwiegermutter seines jüngeren Sohnes.